# Putia in Numidia
Putia in Numidia (łac. Diocesis Putiensis in Numidia) – stolica historycznej diecezji we Cesarstwie rzymskim w prowincji Numidia zlikwidowana w VII wieku podczas ekspansji islamskiej, współcześnie w północnej Algierii. Obecnie katolickie biskupstwo tytularne.

## Biskupi tytularni
| Lp. | Biskup               | Funkcja                                                                                  | Od                   | Do                |
| --- | -------------------- | ---------------------------------------------------------------------------------------- | -------------------- | ----------------- |
| 1   | James Richard Ham    | biskup pomocniczy Santiago de Guatemala biskup pomocniczy Saint Paul i Minneapolis (USA) | 28 listopada 1967    | 20 grudnia 2002   |
| 2   | Cornelius Sim        | wikariusz apostolski Brunei                                                              | 20 października 2004 | 28 listopada 2020 |
| 3   | Osório Citora Afonso | biskup pomocniczy Maputo (Mozambik)                                                      | 21 września 2023     | 25 lipca 2025     |